# Jandira (canção)
Jandira é uma música do grupo Trem da Alegria, lançada como música de trabalho do álbum Trem da Alegria, de 1989. Trata-se do terceiro single lançado com a formação do grupo composta por Juninho Bill, Amanda Acosta e Rubinho. Traz a participação especial da banda de rock Ultraje a Rigor.

## Produção e lançamento
A letra utiliza-se da personificação, que é uma figura de linguagem que consiste em atribuir a objetos inanimados ou seres irracionais, sentimentos ou ações próprias dos seres humanos. Jandira é o nome de uma vaca por quem o autor se apaixona, na letra ela o "provoca", "badala" e para ele "olhava toda hora", além de desprezá-lo. A canção foi composta por Michael Sullivan, Paulo Massadas e pelo próprio Ultraje a Rigor.
Fez parte da setlist da turnê promocional do álbum de 1989 que teve shows realizados em Angola. Dada a popularidade do grupo no país, os shows foram exibidos em horário nobre na TV angolana. Segundo o Diário do Pará, o público se entusiasmava quando Juninho Bill cantava "Jandira" nos shows.
Em entrevista ao youtuber Fernando Vitolo, o cantor Juninho Bill afirmou que chegou a gravar uma participação no programa Xou da Xuxa, da TV Globo, mas a empresária de Xuxa, e diretora do programa, Marlene Mattos, interrompeu a gravação, por achar a canção inapropriada, fazendo com que os cantores cantassem "Macarrone", outra canção do disco de 1989.

## Recepção
A letra da música foi criticada por alguns setores da imprensa brasileira, por a considerarem inapropriada para os integrantes do grupo, que tinham entre 10 e 11 anos de idade. Outros veículos no entanto, ignoraram a controvérsia, a revista Visão, fez uma crítica positiva ao álbum de 1989 e considerou a canção "deliciosa".